# Clan irlandais
 (juin 2025).
La société traditionnelle irlandaise fonctionnait sur le mode du clan  du VIIIe au XVIIe siècle. L'appartenance à un clan se signalait par le nom du clan qui s'est ensuite fixé en patronyme au XVIIe sous l'influence anglaise, en modifiant sa phonie, sa graphie, parfois les deux. Dans la culture irlandaise, le patronyme et la généalogie ont une très forte importance.

## Origines
Dès l'arrivée des Celtes en Irlande, des groupes familiaux se constituèrent. Chaque clan irlandais partageait un nom et un héritage commun dans une société fondée sur la lignée patriléaire. Le nom des clans était parfois le nom d'un de ses chefs, transmis ensuite à sa descendance mâle.

## Fonctionnement
Chaque clan (fine en gaëllique irlandais) comprenait son chef et ses parents mâles. Toutefois, les clans irlandais comprenaient également des hommes non apparentés au chef. Ces hommes non reliés par le sang, ni leurs descendants mâles, ne pouvaient devenir chef du clan, mais prenaient néanmoins le nom de la lignée dirigeante en signe d'allégeance,.

## Sources
L'identification de l'ascendance des clans et des lignées avait une importance considérable. Les généalogies étaient soigneusement tracées. Les sources remontent à des récits transmis d'abord oralement, puis compilées à l'écrit par les moines. Au cours des siècles, ces généalogies ont été complétées, enrichies et étudiées.
Ces sources généalogiques sont :
- les généalogies Rawlinson B 502 ;
- le Livre de Ballymote ;
- le Livre de Lecan
- le Leabhar Mór na nGenealach compilé par Dubhaltach MacFhirbisigh
- le Livre des généalogies d'Ó Cléirigh ;
- À partir de 2012, l'ONG Clans of Ireland reconstitue, sous l'égide du président de la république d'Irlande un registre des clans irlandais contemporains.

Dans tous ces cas, les généalogies répertoriées indiquent la descendance agnatique des chefs de clan, et pas nécessairement celle de chaque membre du clan. Au moins une étude génétique a conclu que, si ces généalogies semblent assez précises à partir du Moyen Âge, elles sont peu fiables avant le VIIe siècle.
Contrairement aux clans écossais qui perdurent, les clans irlandais ont disparu à partir du XVIIe siècle.

## Histoire

### Le peuplement celte
Selon la doctrine O'Rahilly, il y eut quatre vagues de peuplement celte de l'Irlande. La tradition orale fut transcrite lors de l'arrivée du christianisme en Irlande, ce qui offre une base historiographique pour la généalogie irlandaise, qui structure la société irlandaise : 
- Première vague : entre le VIIIe siècle av. J.-C. et le Ve siècle av. J.-C., ,les tribus de Cruthin furent les premiers Celtes à s'installer en Irlande.
  - Parmi les noms de famille irlandais issus de la tribu des Dal nAraide, on note O'Lynch, MacGenises et MacCartan. Ces deux derniers devinrent plus tard inféodés au clan O'Neill.
  - Les Soghain : Leur chef fut plus tard connu sous le nom d'O'Mannin ou Mannion, parfois appelé Manning.
  - Les Loígis : Parmi les noms de famille irlandais issus de cette tribu, on note les  O'More, O'Nolan, O'Doran, O'Lawlor et O'Dowling ;
- Deuxième vague : entre le Ve siècle av. J.-C. et le Ier siècle av. J.-C., les tribus d'Erainn parvinrent en Irlande. Ce sont ces tribus qui ont donné son nom à L'Irlande ( Erin en gaélique irlandais, Ireland en anglais). À l'exception du clan Choinleagain, l'existence de toutes les tribus irlandaises suivantes est corroborée par des sources historiographiques du VIIe siècle : 
  - Le clan Choinleagain (ou MacGifoyle) était un ancien clan situé sur le territoire des O'Carrol d'Ely.
  - Les Conmaicne Rein. Les principales familles de cette tribu étaient les MacRannall, les O'Cornyn, les O'Farrell, les O'Moled et les O'Quin.
  - Les Corca Dhuibhne. Les principales familles de cette tribu étaient les O'Connell et les O'Shea.
  - Les Corca Laoghdne. Les principales familles de cette tribu étaient les O'Coffey, les O'Dinneen, les O'Driscoll, les O'Flynn, les O'Hea, les O'Hennessy et les O'Leary.
  - Les Corco Modhruadh. Les principales familles de cette tribu étaient les O'Connor de Corcomroe, les MacCurtin, les O'Loghlen ou O'Loughlin, les O'Davoren et les Corca Thine.
  - Les Dal Cairbre Arad. La principale famille de cette tribu était les O'Dwyer.
  - Les Dal gCais (Dalcassiens). Les principales familles de cette tribu étaient la dynastie O'Brien, qui en était la principale, mais aussi les MacConsidine, les MacDonnell, les MacLysaght, les MacMahon, les O'Aherne, les O'Kennedy, les O'Shanahan, les O'Durack, les MacGrath, les O'Fogarty, les O'Galvin, les O'Grady, les O'Hanrahan, les O'Hickey, les O'Meara, les O'Molony, les O'Moroney, les O'Hartagan, les O'Lonergan, les Creagh, les O'Quin, les MacNamara, les MacInerney, les O'Dea et les O'Griffey.
  - Les Déisi. Leur chef était O'Phelan.
  - Les Partraige. Leur principale famille était les O'Malley.
  - Les Uaithni. Leur famille principale était les O'Hefferman.
  - Les Uí Bairrche. Leurs familles principales étaient les O'Tracy et les MacGorman.
  - Les Ui Fidgenti. Leurs familles principales étaient les O'Cullane, les O'Kinneally, les O'Donovan et les MacEnery.
  - Les Ulaid. Leur famille principale était les MacDonlevy.
- Troisième vague : au cours du Ier siècle av. J.-C., le peuple celte appelé par les latinistes Dumnonii, et appelé Laigin en gaélique, constitua la troisième vague de peuplement celte en Irlande. Selon Cairney, les tribus irlandaises suivantes descendraient des Dumnonii. À l'exception des Ciarraighe Loch na nAirne et des Feara Cualann, l'existance de ces tribus est établie sur des sources historiographiques :
  - Les Cianacht. Leurs principales familles étaient les O'Connor de Keenaght et la « race de Luighne » ou « Lugh », qui comprenait à son tour les principales familles O'Hara et O'Gara.
  - Les Dealbhna Eathra et Delbhna Nuadat. Leurs principales familles étaient les O'Hanly, les MaCoghlan et les O'Conrahy.
  - Les Saithne. Leurs principales familles étaient les O'Casey.
  - Les Ciarraighe Loch na nAirne. Leurs principales familles étaient les O'Kieran.
  - Les Ciarraighe Luachra. Leurs principales familles étaient les O'Connor de Kerry.
  - Les Eile. Leurs principales familles étaient les O'Carrol d'Ely, les O'Maher, les O'Riordan et les O'Flanagan.
  - Les Ui Failghe. Leurs principales familles étaient les O'Connor d'Offaly, les O'Mooney, les MacColgan, les O'Hennessey, les O'Holohan, les O'Dempsey et les O'Dunne.
  - Les Feara Cualann. Leurs principales familles étaient les O'Cullen et les O'Mulryan.
  - L'UI Ceinnsealaigh. Leurs principales familles étaient les Kavanagh, les Kinsella, les O'Murphy et les O'Morchoe.
  - L'Uí Dúnlainge. Leurs principales familles étaient les O'Byrne et les O'Toole.
  - Les Ui Maine. Leurs chefs étaient les O'Kelly mais incliaient également les O'Fahy, O'Horan, O'Sheehan, O'Donnellan, O'Maddes, O'Concannon, O'Mullen, O'Malley, O'Naghten, et les O'Houlihan.
  - L'Oirghialla (Airgíalla ou Oriel). Leurs principales familles étaient les MacBrady, les O'Boylan, les O'Flanagan, les O'Mulroony ou Moroney, les Maguire, les MacKeran, les MacAuley, les O'Cassidy, les O'Corrigan, les MacManus, les MacMahon, les MacCann, les O'Hanraghty, les O'Hanlon, les O'Lynn, les MacEvoy, les MacDonald, les MacDonell, les MacAlister, les MacIan, les MacSheey, les MacIntyre, les MacDougal et les Conn.
- La quatrième vague : au cours du Ier siècle av. J.-C., les Gaëls auraient constitué la quatrième et dernière vague de colonisation celtique de l'Irlande ; à l'exception des clans Clann Cholmáin, Cineal Laoghaire et the Muintear Tadhagain, la liste suivante s'appuie sur des sources historiographiques : 
  - Gaëls du nord :
    - Connachta[6] :
      - L'Uí Briúin : Leur famille principale était les Síol Muireadaigh (en gaëlique) anglicisé en Silmurray et qui comprenait un certain nombre de familles importantes dont les O'Connor (O Connor Donn et O'Connor de Sligo), les O'Malone, les O'Mulconry, les MacShanly, les MacGoverns, les MacClancy, les O'Rourkes, les O'Reilly, les O'Beirne, les O'Sheridan, les O'Carry, O'Flanagan, O'Crowley, MacDermot, MacDonagh, O'Mulvihill, MacGeraghty et O'Flaherty.
      - Les Uí Fiachrach Muaidhe (du nord). Leurs principaux chefs étaient les O'Dowd, mais d'autres familles de chefs comprenaient les O'Finnegan, les O'Keeve, les O'Bolan, les O'Kearney et les O'Quigley[6].
      - Les Uí Fiachrach Aidhne (du Sud). Leurs principaux chefs étaient les O'Shaughnessy, mais d'autres familles de chefs comprenaient les O'Heynes ou Hynes, les O'Clery, les O'Donnell, les O'Houlihan, qui sont devenus localement les Holland et les Nolan, ainsi que les O'Scanlan[6].

    - Les Uí Néill.
      - les Uí Néill du nord[6].
        - Cinéál Eoghain. La famille principale était la dynastie O'Neill, mais le clan comprenait également les MacLoughlin, O'Branigan, O'Rahilly du Kerry, MacMartin de Tyrone, O'Cahan, MacLachlan, Lamont, MacSorley, MacNeill, MacEwen, MacQueens, MacSwees, MacSweeney (branche irlandaise), O'Crean, Créan, Créhan, Creghan, O'Donnelly, O'Hegarty, O'Gormley, O'Hagan et O'Beolan.
        - Cinéal Chonaill. Leurs principaux chefs étaient la dynastie O'Donnell de Tyrconnell (Tír Chonaill), mais aussi les O'Canannain ou O'Canon, O'Muldony, O'Mulderry, O'Friel, O'Boyle, O'Cullinan et O'Doherty.
        - Cinéal Cairbre. Leurs principaux chefs étaient les O'Brolans.

      - Les Uí Néill du sud.
        - Clann Cholmain. Leurs principaux chefs étaient les O'Melaghlin, connus plus tard sous le nom de MacLoughlin de Meath.
        - Cinéal Fiachach. Leurs principaux chefs étaient les MacGeoghegan ou O'Molloy.
        - Cinéal Laoghaire. Leurs principaux chefs étaient les O'Quinlans.
        - Teathbha de sapin. Leurs principaux chefs étaient les O'Caharney, les O'Dally, les MacAwley, les MacCaron, les O'Brenna et les O'Shiel.
        - Muintear Tadhagain. Leurs chefs étaient les O'Caharney et les O'Kearny ou Fox.
        - Les quatre tribus de Tara : O'Hart, O'Regan, Mackenna et O'Higgin.

  - Les Gaels du Sud
    - Les Eoghanacht. La famille principale était la dynastie MacCarthy, mais d'autres familles comprenaient les O'Meehan, les O'Keeffe, les O'Sullivan et les McGillycuddy[7].
    - Les Ui Eachach Mumhan. Leurs principaux chefs étaient les O'Callaghan, les O'Donoghue et les O'Mahony[7].

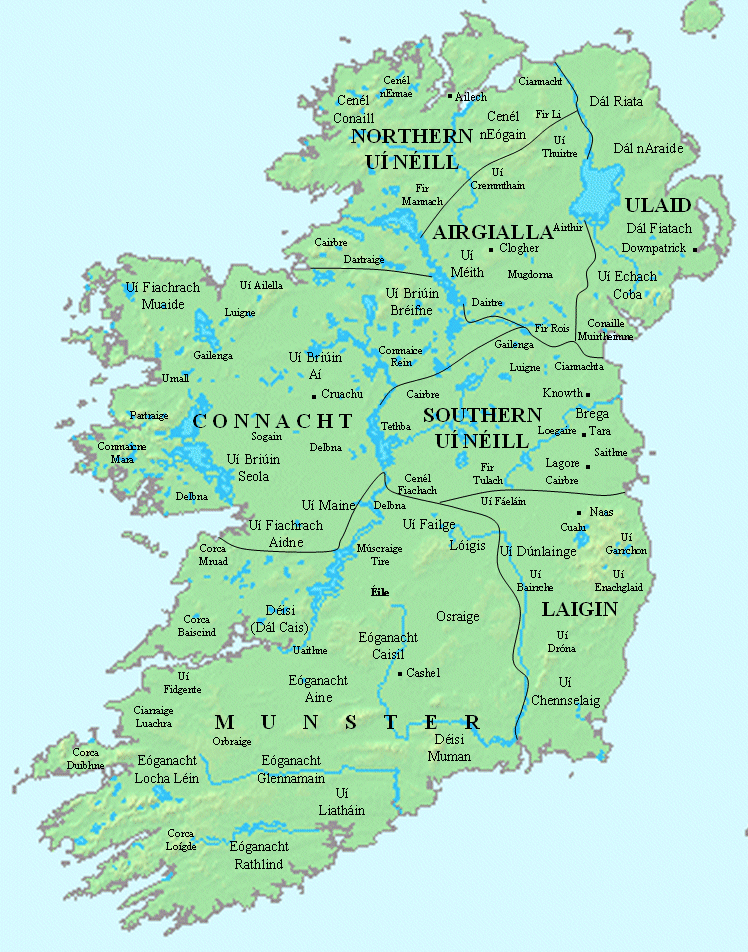
LIrlande vers l'an 800 avec ses tribus et ses petits royaumes

### Les périodes scandinave et normande

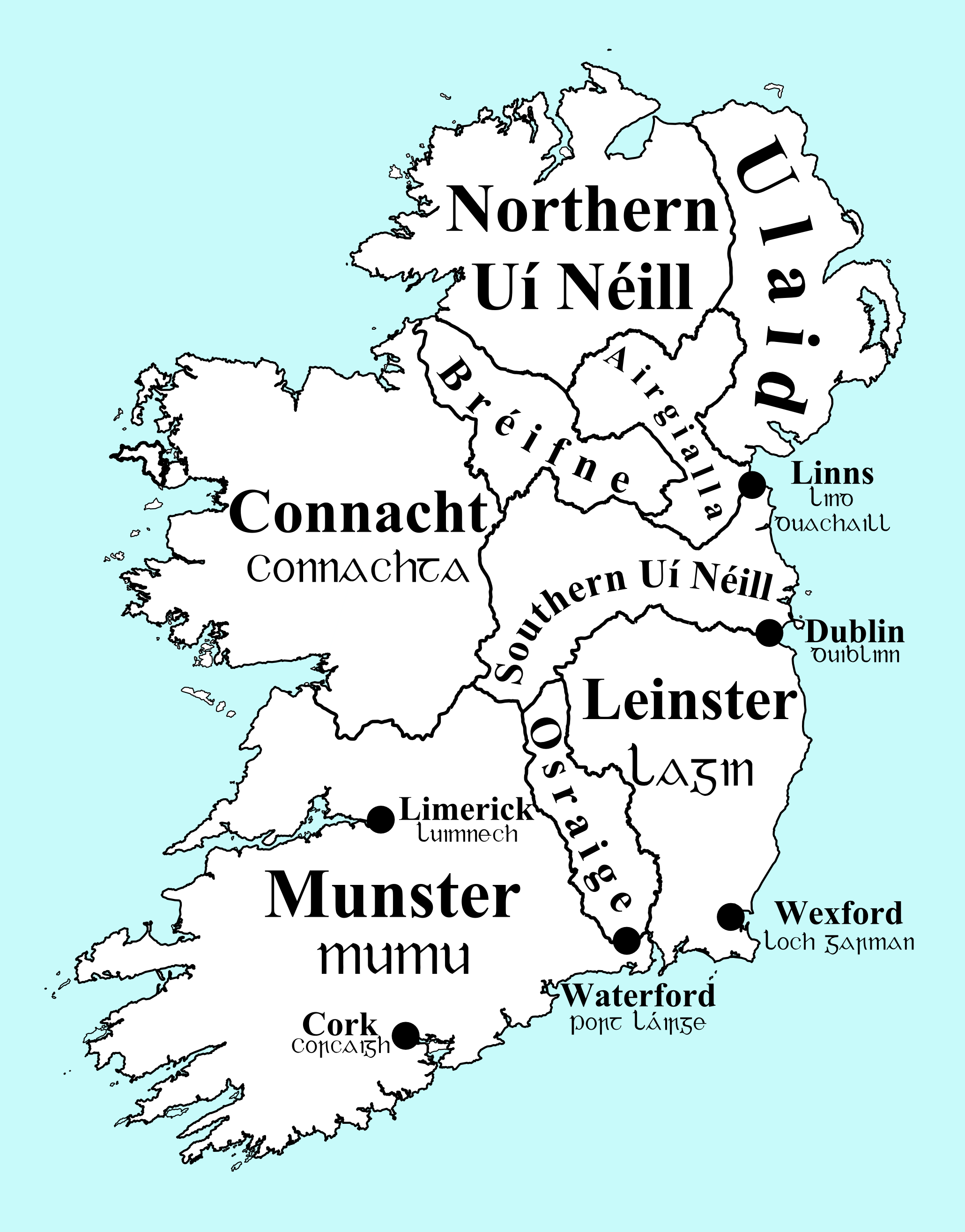
L'Irlande vers l'an 900, avec ses principaux royaumes et les principales villes iro-norvégiennes.

Vikings et Normands sont des populations ethniquement liées par leurs origines. Du IXe au XIe siècle, les Vikings ont attaqué et colonisé la Grande-Bretagne puis l'Irlande. En Irlande, les Vikings se sont complètement gaëlicisés et ont fondé les premières villes. En 1066, les Normands ont conquis l'Angleterre ; à la fin du XIIe siècle, les Anglo-Normands ont envahi l'Irlande. Ils furent les premiers à introduire la chevalerie. Une noblesse irlandaise d'origine anglo-normande apparut et se reconnut très fortement irlandaise. Cependant, elle n'avait aucun lien d'identité avec les chefs de clans irlandais.
On pense qu'au moins trois familles irlandaises sont d'origine scandinave : le clan Fearghaill, dont les chefs étaient les O'Halloran, les MacCotter et les O'Doyle.
Les noms de famille irlandais suivants sont très probablement d'origine normande et apparus après l'invasion normande : Barry, Branne, Burke, Butler, Condon, Cusak, Dalton, Darcy, de Covcy, Dillon, Fagun, Fitzgerald, MacGibbon, French, Hackett, Jordan, Keating, Lacy, Lynch, MacCostello, Martin, Nugent, Power, Purcell, Rothes, Sarsfield et Wall. Certains noms irlandais sont arrivés avec les Normands, mais seraient d'origine flamande : Tobin, Flemming, Prendergast. Enfin, bien qu'aarivés avec les Normands, les noms Roche, Blake, Joyce, MacQuillan, Rice, Taffe, Walsh et Savage semblent d'origine galloise.

### les temps modernes
Au XVIe siècle, la Common law anglaise fut établie en Irlande. L'administration royale supplenta rapidement les chefs de clans traditionnels. les nouveaux comtés primèrent sur les territoires des clans, les shérifs rendirent la justice à la place des chefs de clans. Cependant, certains chefs de clans irlandais loyaux à la couronne britannique reçurent des titres de noblesse. Enfin le système de succession continental et britannique basé sur la primogéniture mâle remplaça la tanistry traditionnelle.

### L'époque contemporaine
Malgré l'accaparement de leurs terres au profit des britanniques, de l'émigration au service des différents monarques catholiques d'Europe et de l'émigration massive vers les États-Unis au XIXe siècle, la mémoire des clans irlandais a perduré. Au XXe siècle, un regain d'intérêt pour la langue et la culture gaéliques a mis en lumière le passé ancien des clans. Après l'indépendance de la République d'Irlande, ce revival s'est accru. Dans les années 1940, Edward MacLysaght a compilé une liste de 240 clans irlandais, dont beaucoup ont été refondés au cours de la première moitié du XXe siècle.
En 1989, l'organisation indépendante « Clans of Ireland » a été créée par Rory O'Connor, chef du Clan O'Connor de Kerry, dans le but de recréer et de maintenir un registre des clans tel qu'il existait autrefois. Un dîner annuel des clans se tient à la Mansion House de Dublin. Clans of Ireland est une organisation non gouvernementale irlandaise créée en 1989 dans le but d’authentifier, de représenter et de coordonner les activités des organisations claniques irlandaises modernes. Elle agit sous le patronage du président de l’Irlande depuis 2012 et est accréditée comme « ONG de la société civile » par les Nations Unies. En 2013, le Conseil permanent des chefs de clans écossais a signé un protocole d'accord avec les clans d'Irlande  à la cathédrale de Christchurch, à Dublin. Dans le cadre de cet accord, ils ont convenu de reconnaître mutuellement leur autorité.

## Liste des clans irlandais
Contrairement aux clans écossais, définis par des noms de famille reconnus par le droit écossais de la cour du Lord Lyon, il n'existe pas d'autorité reconnue pour définir les noms de famille irlandais comme émanant de clans irlandais. Toutefois, des ouvrages de référence ont été édités : ont été publiés
- Depuis 2012, l'ONG irlandaise Clans of Ireland a reçu l'agrément de l'ONU de recenser les clans irlandais qui peuvent retracer leur ascendance avant 1691 ;
- Les éditions LangSyne (LangSyne Publishers) ont publié plusieurs ouvrages traitant des clans irlandais ;
- John Grenham a publié en 1993 le livre "Clans and Families of Ireland: The Heritage and Heraldry of Irish Clans and Families"[12]. Il y énumère des noms de clans irlandais et produit a minima un paragraphe d'informations pour chacun d'entre eux.

| Couleur | Source                      |
| ------- | --------------------------- |
|         | LangSyne Publishers         |
|         | ONG Clans of Ireland        |
|         | John Grenham (1993)         |
|         | Clan avec branche écossaise |

| Clan               | Nom gaëllique                 | Armoiries | Province                         | Origine                      | Ethnie            |
| ------------------ | ----------------------------- | --------- | -------------------------------- | ---------------------------- | ----------------- |
| Barry              |                               |           |                                  |                              |                   |
| Boyle              |                               |           |                                  |                              |                   |
| Bradley            | Ó Brolacháin                  |           | Co. Tyrone Irlande du Nord       |                              |                   |
| Brady              |                               |           |                                  |                              |                   |
| Brennan            |                               |           |                                  |                              |                   |
| Burke              |                               |           |                                  | Normandie                    |                   |
| Butler             |                               |           | Tipperary Kilkenny               | du français Bouteiller       |                   |
| Byrne              |                               |           |                                  |                              |                   |
| Carroll            | Ó Cearbhaill                  |           |                                  |                              |                   |
| Carthy             | Mac Carthaigh                 |           | Connaught                        |                              |                   |
| Casey              |                               |           |                                  |                              |                   |
| Cassidy            | Uí Caiside                    |           |                                  |                              |                   |
| Clancy             |                               |           |                                  |                              |                   |
| Cleary             | Ó Cléirigh                    |           |                                  |                              |                   |
| Collins            |                               |           |                                  |                              |                   |
| Collman            | Cholmáin (Uí Néill)           |           |                                  |                              |                   |
| Commane            | Ó Comáin                      |           |                                  | de Newhall, Comté de Clare   |                   |
| Connoly            | Ó Conghaile                   |           |                                  |                              |                   |
| Coyle              |                               |           |                                  |                              |                   |
| Daly               |                               |           |                                  |                              |                   |
| Devlin             |                               |           |                                  |                              |                   |
| Doherty            | Clann Ua Dochartaigh          |           |                                  | Donegal                      |                   |
| Donnelly           |                               |           |                                  |                              |                   |
| Donovan            |                               |           |                                  |                              |                   |
| Doran              |                               |           |                                  |                              |                   |
| Doyle              |                               |           |                                  |                              |                   |
| Duffy              |                               |           |                                  |                              |                   |
| Dunne              |                               |           |                                  |                              |                   |
| Egan               | Mac Aodaghain                 |           |                                  |                              |                   |
| Fahy               | O'Fahaigh                     |           | Co. Galway Connacht              |                              |                   |
| Farrel             |                               |           |                                  |                              |                   |
| FitzGerald         |                               |           |                                  | Anglo-normands d'Irlande     |                   |
| Fitzpatrick        | Mac Giolla Phádraig Dál gCais |           | Leinster                         |                              |                   |
| Flaherty           |                               |           |                                  |                              |                   |
| Flanagan           |                               |           |                                  |                              |                   |
| Flynn              |                               |           |                                  |                              |                   |
| Fowley             |                               |           |                                  |                              |                   |
| Gallagher          |                               |           |                                  |                              |                   |
| Griffin            |                               |           |                                  |                              |                   |
| Hackett            |                               |           |                                  |                              |                   |
| Healy              |                               |           |                                  |                              |                   |
| Higgins            |                               |           |                                  |                              |                   |
| Hogan              |                               |           |                                  |                              |                   |
| Joyce              |                               |           |                                  |                              |                   |
| Kane               |                               |           |                                  |                              |                   |
| Kavanagh           |                               |           |                                  |                              |                   |
| Kelly              |                               |           |                                  |                              |                   |
| Kennedy            |                               |           |                                  |                              |                   |
| Kenny              |                               |           |                                  |                              |                   |
| Lynch              |                               |           |                                  |                              |                   |
| Lalor              |                               |           |                                  |                              |                   |
| Lydon              |                               |           |                                  |                              |                   |
| Mannion            |                               |           |                                  | Soghan                       |                   |
| Mac Cabe           |                               |           |                                  | Breffny                      |                   |
| Mac Carthy         |                               |           |                                  |                              |                   |
| Mac Curtin         |                               |           |                                  | Thomond                      |                   |
| Mac Garvey         |                               |           | Ulster                           |                              |                   |
| McGrath            | Mac Raith Mac Craith          |           |                                  |                              |                   |
| Mac Hale           |                               |           | Comté de Mayo                    |                              |                   |
| Mac Laughlin       |                               |           | Donegal                          |                              |                   |
| Mac Ginley         |                               |           |                                  |                              |                   |
| McGrath            |                               |           | Ulster                           |                              |                   |
| McGillycuddy       |                               |           |                                  | Reeks                        |                   |
| McGuigan           |                               |           |                                  |                              |                   |
| Mac Kenna          |                               |           |                                  | Truath                       |                   |
| McLoughlin         |                               |           |                                  |                              |                   |
| McMahon            |                               |           |                                  |                              |                   |
| McManus            |                               |           |                                  |                              |                   |
| Mac Mullen         |                               |           | Leinster                         |                              |                   |
| McNamara           |                               |           |                                  |                              |                   |
| MacQuillan         | McQuillan                     |           |                                  | Écosse                       |                   |
| Magguire           |                               |           |                                  |                              |                   |
| Monaghan           |                               |           |                                  |                              |                   |
| Moore              |                               |           |                                  |                              |                   |
| Moran              |                               |           |                                  |                              |                   |
| Mullan             |                               |           |                                  |                              |                   |
| Mulvihill          |                               |           |                                  |                              |                   |
| Morgan             |                               |           |                                  |                              |                   |
| Murphy             |                               |           |                                  |                              |                   |
| Nolan              |                               |           |                                  |                              |                   |
| O'Boylan           |                               |           |                                  | Darty                        |                   |
| O'Brien            |                               |           |                                  |                              |                   |
| O'Brosnan          |                               |           |                                  | Brosna, comté de Kerry       |                   |
| O'Byrne            | Ó Broin                       |           | Leinster                         |                              |                   |
| O'Carroll          |                               |           |                                  |                              |                   |
| Ó Cellaigh         |                               |           |                                  |                              |                   |
| O'Colman (Coleman) |                               |           |                                  |                              |                   |
| O'Connor           | Uí Conchobair Ó Conchubhair   |           | Connacht Kerry                   |                              |                   |
| O'Crowley          |                               |           |                                  | Comté de Cork                |                   |
| O'Dea              |                               |           |                                  | Dysert                       |                   |
| O'Donnel           |                               |           |                                  |                              |                   |
| O'Dowd             |                               |           |                                  |                              |                   |
| O'Driscoll         |                               |           |                                  | Corca Laoidhe                |                   |
| O'Dwyer            |                               |           |                                  |                              |                   |
| O'Farrell          |                               |           |                                  | Annaly                       |                   |
| O'Flanagan         |                               |           |                                  |                              |                   |
| O'Grady            |                               |           |                                  |                              |                   |
| O'Halloran         |                               |           |                                  |                              |                   |
| O'Hara             |                               |           |                                  |                              |                   |
| O'Higgins          |                               |           |                                  | Ballynacally, comté de Clare |                   |
| O'Hosey            |                               |           |                                  |                              |                   |
| O'Keefe            | Ó Caoimh                      |           | Co. Cork                         |                              |                   |
| O'Lafferty         |                               |           | Ulster Irlande du Nord           | Tyrone                       |                   |
| O'Leary            |                               |           |                                  |                              |                   |
| O'Mahoney          |                               |           |                                  |                              |                   |
| O'Malley           |                               |           |                                  |                              |                   |
| O'Moore            |                               |           |                                  |                              |                   |
| O'Neill            |                               |           |                                  |                              |                   |
| O'Nolan            |                               |           |                                  |                              |                   |
| O'Reilly           |                               |           |                                  |                              |                   |
| O'Rourke           | Ó Ruairc                      |           | Co. Leitrim                      |                              |                   |
| O'Shea             | Ó Séaghdha Ó Sé               |           | Royaume de Corcu Duibne Co Kerry |                              |                   |
| O'Sullivan         |                               |           | Comté de Cork Comté du Kerry     |                              | Gaëlique          |
| O'Tannian          |                               |           |                                  |                              |                   |
| O'Tierney          |                               |           |                                  |                              |                   |
| O'Toole            | O'Tuathail                    |           | Leinster                         |                              |                   |
| Poole              |                               |           |                                  |                              |                   |
| Quigley            | Ó Coigligh                    |           |                                  |                              | Gaëllique         |
| Quinn              |                               |           |                                  |                              |                   |
| Reagan             |                               |           |                                  |                              |                   |
| Redfern            |                               |           |                                  |                              |                   |
| Reilly             |                               |           |                                  |                              |                   |
| Roche              |                               |           |                                  |                              | conquête normande |
| Rooney             |                               |           |                                  |                              |                   |
| Ryan               |                               |           |                                  |                              |                   |
| Sheehan            | Ó Síodhacháin                 |           | Cork, Kerry, Limerick            |                              | Gaëllique         |
| Sheridan           | Ó Sirideáin                   |           | Co. Longford                     |                              | Gaëllique         |
| Sullivan           |                               |           |                                  |                              |                   |
| Sweeney            |                               |           | Tyrconnel                        | Écosse                       |                   |
| Traynor            |                               |           |                                  |                              |                   |
| Walker             |                               |           |                                  |                              |                   |
| Walsh              |                               |           |                                  |                              |                   |
| Ward               |                               |           |                                  |                              |                   |
| Whelan             |                               |           |                                  |                              |                   |